# Deikum
Deikum is een gehucht onder Pieterburen in de gemeente Het Hogeland in de Nederlandse provincie Groningen. Het ligt direct ten noorden van Wierhuizen. Er staat nu alleen de boerderij 'Deikum'. Ten zuiden staat aan de weg van Wierhuizen naar Pieterburen de boerderij 'Nieuw Deikum'. Het land van beide boerderijen ligt deels in de Negenboerenpolder ten noordwesten van Deikum. De naam is mogelijk afgeleid van een mansnaam.
De beide boerderijen zijn voortgekomen uit drie andere boerderijen. Begin 19e eeuw lagen er twee boerderijen ten oosten van de huidige boerderij 'Deikum'; het oude 'Deikum' en 'Klein Deikum'. Ten oosten daarvan lag een kolk, die ontstaan was bij de Kerstvloed van 1717. Ten noordoosten van beide boerderijen lag aan de oude zeedijk nog een boerderij. In 1819 waren deze boerderijen tijdelijk in handen van 1 eigenaar. In 1821 werd de boerderij bij de dijk weer gesplitst van de beide boerderijen bij de kolk. In 1857 werden de beide boerderijen bij de kolk gesplitst. Kort daarna zal waarschijnlijk een boerderij op de plek van het huidige Deikum gebouwd zijn. De oude gebouwen (de oostelijke boerderij bij de kolk) bleven nog tot begin 20e eeuw staan als boerderij 'Klein Deikum' en werden vervolgens ergens tussen 1909 en 1934 gesloopt als de laatste boerderij op de oorspronkelijke plek. In 1961 werd het huidige vrijstaande woonhuis van boerderij Deikum gebouwd. In 1976 werden de schuren verwoest door een zware storm en zijn daarop hetzelfde jaar herbouwd. De oostelijke boerderij bij de kolk werd al in 1879 afgebroken en herbouwd als boerderij 'Nieuw Deikum' aan de weg bij Wierhuizen. De gebouwen van 'Nieuw Deikum' dateren uit dat jaar. Tussen 1994 en 2016 was boerderijcamping 'Klein Deikum' gevestigd bij boerderij 'Nieuw Deikum'. 
De kolk zal wellicht gedempt zijn in 1879, toen de oude boerderij werd gesloopt. De (derde) boerderij bij de dijk werd kort na 1918 afgebroken. Het boerderijenboek vermeldt dat er een arbeidershuis bij hoorde, en dat dit reeds in 1900 was afgebroken. Bij Deikum zou ook een arbeidershuis hebben gehoord, dat nog bij de dijk zou staan. De locaties van beide arbeiderswoningen worden niet vermeld in het boerderijenboek.

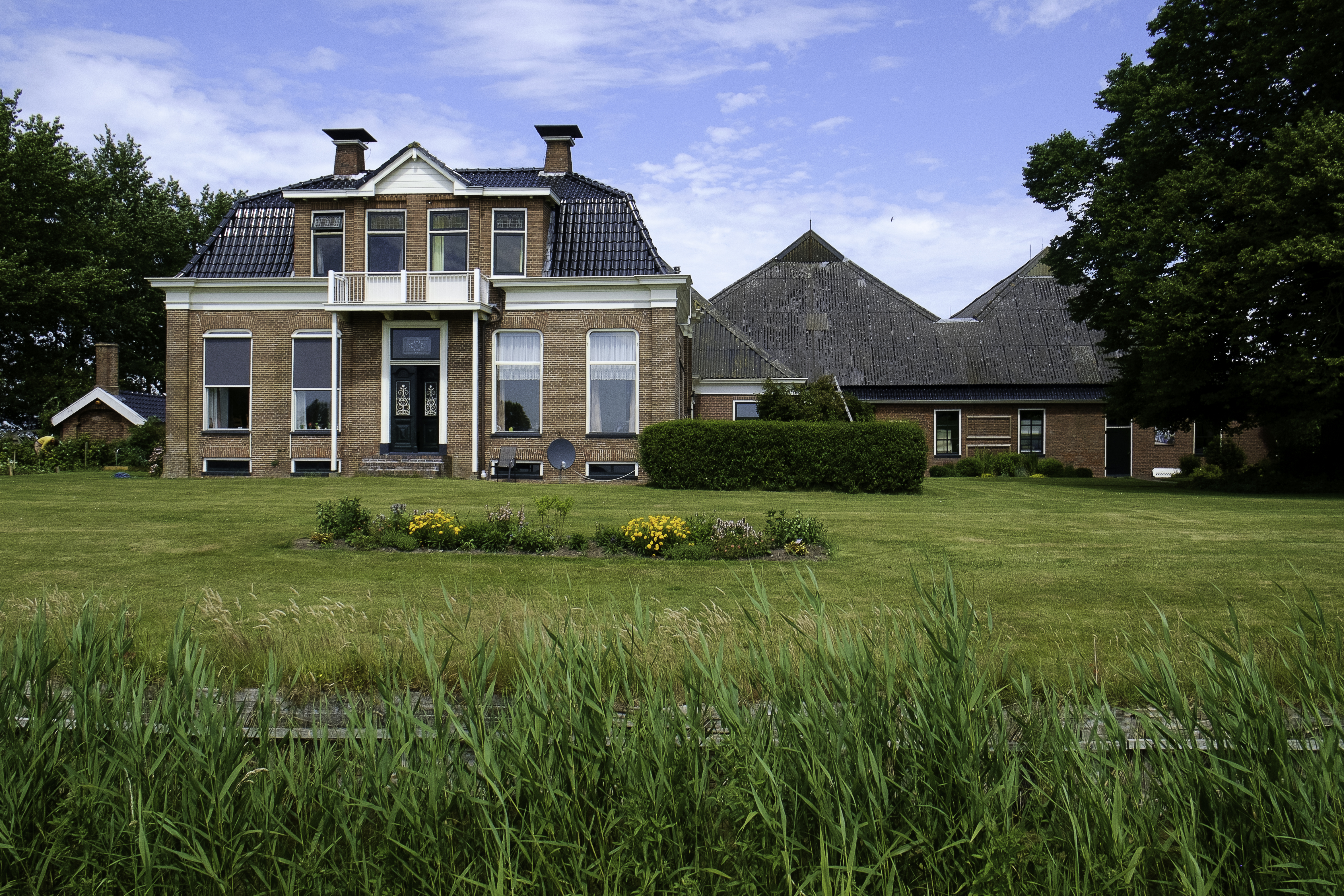
Boerderij Nieuw Deikum

Hoofdplaats: Uithuizen

Dorpen: Adorp · Den Andel · Baflo · Bedum · Eenrum · Eppenhuizen · Hornhuizen · Houwerzijl · Kantens · Kloosterburen · 't Lage van de Weg · Lauwersoog · Leens · Leenstertillen · Lutjewolde · Mensingeweer · Molenrij · Niekerk · Noordwolde · Oldenzijl · Onderdendam · Onderwierum · Oosteinde · Oosternieland · Pieterburen · Rasquert · Rodewolt · Roodeschool · Rottum · Saaxumhuizen · Sauwerd · Startenhuizen (deels) · Stitswerd · Tinallinge · Uithuizermeeden · Ulrum · Usquert · Vliedorp · Vierhuizen · Warffum · Warfhuizen · Wehe-den Hoorn · Westerdijkshorn · Westernieland · Wetsinge · Winsum · Zandeweer · Zoutkamp · Zuidwolde · Zuurdijk

Buurtschappen, gehuchten, wierden en buurten: 1e Nijhoezen · 2e Nijhoezen · 't Aagt · Abbeweer · Alinghuizen · Arwerd · Barnegaten · Bellingeweer · Bethlehem · Beusum · Bokum · Breede · Broek · Het Bultje · De Dingen · De Raken · De Vennen · Den Haver · Deikum · Doodstil · Douwen · Duisterwinkel · Eelswerd · Eemshaven · Elens · Ellerhuizen · Ernstheem · Ewer · Grijssloot · Groot Maarslag · Groot Wetsinge · De Haar · Hammeland · Den Hander · Harssens · Hefswal · Hekkum · Helwerd · Heuvelderij · Hiddingezijl · Holwinde · De Hoogte · De Horn · De Houw · 't Houweel · De Hucht · Kaakhorn · Katershorn · Kattenburg · Klei · Kleine Huisjes · Klein Garnwerd · Klein Maarslag · Klein Wetsinge · Kolham · Koningslaagte · Koningsoord · De Knijp · Kruisweg · Lutje Marne · Lutke Saaxum · Maarhuizen · (Marnehuizen) · Menkeweer · Menneweer · Midhalm · Midhuizen · Mollenhuizen · Nijenklooster · Noordpolder · Noordpolderzijl · Obergum · Oldenzijl · Oldorp · Oosterhorn · Oosterhuizen (Eenrum) · Oosterhuizen (Zuidwolde) · Oudedijk · Oudeschip · Paapstil · Panser · Plattenburg · Polen · Ranum · Reidland · Roodehaan · Schapehals · Schaphalsterzijl · Schilligeham · Schouwen · Schouwerzijl · Sint Annerhuisjes · 't Stort · De Streek · Takkebos · Ter Laan · Tijum · Valcum · Valom · Wadwerd · Walsweer · Westerhorn (De Marne) · Westerhorn (Hogeland) · Westerklooster · Westpolder · Wierhuizen · Wierum · 't Wildeveld · Willemsstreek · Zevenhuizen